# Жакупов, Ануар Камзинович
Ануар Камзинович Жакупов (каз. Әнуар Хамзаұлы Жақыпов; 15 сентября 1928 — 11 сентября 2011, Алма-Ата, Казахстан) — советский казахский государственный и партийный деятель.

## Биография
Родился 15 сентября 1928 (ныне территория Сарыкольского района Костанайской области Казахстана).

### Образование
В 1949 году окончил Акмолинский железнодорожный техникум. 
В 1957 году окончил Ташкентский институт инженеров железнодорожного транспорта.

### Трудовая деятельность
- В 1944-45 гг. — слесарь на станции ж.д. Есиль Акмолинской области;
- В 1949-58 гг. — начальник станции ж.д. Атбасар;
- В 1958-60 гг. — начальник отдела грузовых перевозок на станции Джамбул;
- В 1960-61 гг. — председатель профсоюзной организации;
- В 1961-69 гг. — начальник отделения железной дороги в Акмолинске;
- В 1969-78 гг. — министр автомобильного транспорта Казахской ССР;
- В 1978-81 гг. — председатель исполнительного комитета города Алма-Ата;
- В 1981-83 гг. — 1-й секретарь Алма-Атинского городского комитета партии;
- В 1983-88 гг. — 1-й секретарь Джамбулского областного комитета партии.
- Депутат Верховного Совета СССР 11-го созыва.

## Награды
- Орден Октябрьской Революции
- Орден Трудового Красного Знамени
- Орден «Знак Почёта»[1]